# Centro Científico Tecnológico Rosario
El Centro Científico Tecnológico Rosario (CCT Rosario) es un centro de investigación y desarrollo de CONICET que agrupa a diferentes institutos de la ciudad de Rosario, Argentina. Fue creado en mayo de 2007.

## Unidades ejecutoras
Está conformado por las siguientes Unidades Ejecutoras:
- Centro de Estudios Fotosintéticos y Bioquímicos (CEFOBI)
- Centro Internacional Franco Argentino de Ciencias de la Información y de Sistemas (CIFASIS)
- Centro Universitario Rosario de Investigaciones Urbanas y Regionales (CURDIUR)
- Instituto de Biología Molecular y Celular de Rosario (IBR)
- Instituto de Inmunología Clínica y Experimental de Rosario (IDICER)
- Instituto de Estudios Críticos en Humanidades (IECH)
- Instituto de Física Rosario (IFIR)
- Instituto de Fisiología Experimental (IFISE)
- Instituto de Investigaciones en Ciencias Agrarias de Rosario (IICAR)
- Instituto de Química Rosario (IQUIR)
- Instituto Rosario de Investigaciones en Ciencias de la Educación (IRICE)
- Investigaciones Socio-históricas Regionales (ISHIR)